# Mouzillon
Mouzillon – miejscowość i gmina we Francji, w regionie Kraj Loary, w departamencie Loara Atlantycka.
Według danych na rok 2010 gminę zamieszkiwały 2594 osoby, a gęstość zaludnienia wynosiła 157 osób/km².